# 1785 a tudományban
Az 1785. év a tudományban és a technikában.

## Orvostudomány
- William Withering publikálja az An Account of the Foxglove and some of its Medical Uses című munkáját.

## Repülés
- január 7. - Jean-Pierre Blanchard és a John Jeffries először az emberiség történetében átrepülik a La Manche-ot, hőlégballonnal.

## Díjak
- Copley-érem: William Roy

## Születések
- március 22. - Adam Sedgwick geológus († 1873)
- április 26. - John James Audubon természettudós († 1851)
- július 6. - William Jackson Hooker botanikus († 1865)